# Ла-Чоррера (Колумбия)
Ла-Чоррера (исп. La Chorrera) — муниципалитет в Колумбии в составе департамента Амасонас.

## Географическое положение

Муниципалитет Ла-Чоррера

Муниципалитет Ла-Чоррера расположен в департаменте Амасонас. Абсолютная высота — 109 метров над уровнем моря.

## Население
По данным Национального административного департамента статистики Колумбии, совокупная численность населения муниципалитета в 2012 году составляла 3715 человек.
Динамика численности населения муниципалитета по годам:
| 2005 | 2006 | 2007 | 2008 | 2009 | 2010 | 2011 | 2012 |
| ---- | ---- | ---- | ---- | ---- | ---- | ---- | ---- |
| 3337 | 3391 | 3446 | 3500 | 3554 | 3608 | 3662 | 3715 |

Согласно данным переписи 2005 года мужчины составляли 54,4 % от населения муниципалитета, женщины — соответственно 45,6 %. В расовом отношении белые и метисы составляли 6,3 % от населения муниципалитета; негры — 0,1 %, индейцы — 93,6 %.
Уровень грамотности среди населения старше 5 лет составлял 83,6 %.